# Lutas nos Jogos Olímpicos de Verão de 2020 - Livre até 50 kg feminino
A categoria livre até 50 kg feminino das lutas nos Jogos Olímpicos de Verão de 2020 ocorreu nos dias 6 e 7 de agosto de 2021 no Makuhari Messe, em Tóquio. Um total de 16 lutadoras, cada uma representando um Comitê Olímpico Nacional (CON), participaram do evento.

## Qualificação
Um total de 16 vagas foram atribuídas para a categoria livre até 50 kg feminino, cada uma representando um CON, conforme abaixo:
- 6 pelo Campeonato Mundial de 2019;
- 2 pelo torneio qualificatório pan-americano;
- 2 pelo torneio qualificatório europeu;
- 2 pelo torneio qualificatório da África e Oceania;
- 2 pelo torneio qualificatório asiático;
- 2 pelo torneio qualificatório mundial.

## Formato
As competições de luta livre consistem em um torneio de eliminação simples, com uma repescagem usada para determinar as vencedoras das duas medalhas de bronze. As duas finalistas se enfrentam pelas medalhas de ouro e prata. Cada lutadora que perde para uma das duas finalistas segue para a repescagem, culminando em duas lutas pela medalha de bronze com as perdedoras da semifinal, cada uma enfrentando a oponente restante da repescagem de sua metade da chave.

## Calendário
Horário local (UTC+9)
| Data                | Horário | Fase            |
| ------------------- | ------- | --------------- |
| 6 de agosto de 2021 | 11:00   | Qualificatórias |
| 6 de agosto de 2021 | 18:15   | Semifinais      |
| 7 de agosto de 2021 | 18:45   | Repescagem      |
| 7 de agosto de 2021 | 19:30   | Finais          |

## Medalhistas
| Ouro   | JPN Yui Susaki                           |
| Prata  | CHN Sun Yanan                            |
| Bronze | AZE Mariya Stadnik USA Sarah Hildebrandt |

## Resultados
Estes foram os resultados da competição:
Legenda
- F — Vitória por queda;
- WO — Vitória por walkover.

### Chaveamento
|  | Oitavas de final                | Oitavas de final                | Oitavas de final |  |  | Quartas de final      | Quartas de final      | Quartas de final      |    |                    | Semifinais         | Semifinais     | Semifinais |  |  | Final | Final | Final |
|  |                                 |                                 |                  |  |  |                       |                       |                       |    |                    |                    |                |            |  |  |       |       |       |
|  | AZE Mariya Stadnik              | AZE Mariya Stadnik              | 11               |  |  |                       |                       |                       |    |                    |                    |                |            |  |  |       |       |       |
|  | ROC Stalvira Orshush            | ROC Stalvira Orshush            | 7                |  |  | AZE Mariya Stadnik    | AZE Mariya Stadnik    | 10                    |    |                    |                    |                |            |  |  |       |       |       |
|  | TUN Sarra Hamdi                 | TUN Sarra Hamdi                 | 3                |  |  | TUN Sarra Hamdi       | TUN Sarra Hamdi       | 0                     |    |                    |                    |                |            |  |  |       |       |       |
|  | IND Seema Bisla                 | IND Seema Bisla                 | 1                |  |  |                       |                       |                       |    | AZE Mariya Stadnik | AZE Mariya Stadnik | 0              |            |  |  |       |       |       |
|  | JPN Yui Susaki                  | JPN Yui Susaki                  | 10               |  |  |                       | JPN Yui Susaki        | JPN Yui Susaki        | 11 |                    |                    |                |            |  |  |       |       |       |
|  | MGL Tsogt-Ochiryn Namuuntsetseg | MGL Tsogt-Ochiryn Namuuntsetseg | 0                |  |  | JPN Yui Susaki        | JPN Yui Susaki        | 10                    |    |                    |                    |                |            |  |  |       |       |       |
|  | ECU Lucía Yépez                 | ECU Lucía Yépez                 | 9                |  |  | ECU Lucía Yépez       | ECU Lucía Yépez       | 0                     |    |                    |                    |                |            |  |  |       |       |       |
|  | KAZ Valentina Islamova          | KAZ Valentina Islamova          | 6                |  |  |                       |                       |                       |    |                    | JPN Yui Susaki     | JPN Yui Susaki | 10         |  |  |       |       |       |
|  | UKR Oksana Livach               | UKR Oksana Livach               | 10               |  |  |                       | CHN Sun Yanan         | CHN Sun Yanan         | 0  |                    |                    |                |            |  |  |       |       |       |
|  | NGR Adijat Idris                | NGR Adijat Idris                | 0                |  |  | UKR Oksana Livach     | UKR Oksana Livach     | 3                     |    |                    |                    |                |            |  |  |       |       |       |
|  | CUB Yusneylys Guzmán            | CUB Yusneylys Guzmán            | 2                |  |  | CHN Sun Yanan         | CHN Sun Yanan         | 7                     |    |                    |                    |                |            |  |  |       |       |       |
|  | CHN Sun Yanan                   | CHN Sun Yanan                   | 8                |  |  |                       |                       |                       |    | CHN Sun Yanan      | CHN Sun Yanan      | 10             |            |  |  |       |       |       |
|  | TUR Evin Demirhan               | TUR Evin Demirhan               | 0                |  |  |                       | USA Sarah Hildebrandt | USA Sarah Hildebrandt | 7  |                    |                    |                |            |  |  |       |       |       |
|  | USA Sarah Hildebrandt           | USA Sarah Hildebrandt           | 11               |  |  | USA Sarah Hildebrandt | USA Sarah Hildebrandt | 12                    |    |                    |                    |                |            |  |  |       |       |       |
|  | BUL Miglena Selishka            | BUL Miglena Selishka            | 6                |  |  | BUL Miglena Selishka  | BUL Miglena Selishka  | 2                     |    |                    |                    |                |            |  |  |       |       |       |
|  | ROU Alina Vuc                   | ROU Alina Vuc                   | 0                |  |  |                       |                       |                       |    |                    |                    |                |            |  |  |       |       |       |

### Repescagem
|  | Repescagem                      | Repescagem                      | Repescagem |  | Disputa pelo bronze             | Disputa pelo bronze             | Disputa pelo bronze |  |  |  |  |
|  |                                 |                                 |            |  |                                 |                                 |                     |  |  |  |  |
|  | MGL Tsogt-Ochiryn Namuuntsetseg | MGL Tsogt-Ochiryn Namuuntsetseg | WO         |  | MGL Tsogt-Ochiryn Namuuntsetseg | MGL Tsogt-Ochiryn Namuuntsetseg | 0                   |  |  |  |  |
|  | ECU Lucía Yépez                 | ECU Lucía Yépez                 |            |  | AZE Mariya Stadnik              | AZE Mariya Stadnik              | 10                  |  |  |  |  |
|  |                                 |                                 |            |  |                                 |                                 |                     |  |  |  |  |
|  | CUB Yusneylys Guzmán            | CUB Yusneylys Guzmán            | 0          |  | UKR Oksana Livach               | UKR Oksana Livach               | 1                   |  |  |  |  |
|  | UKR Oksana Livach               | UKR Oksana Livach               | 6F         |  | USA Sarah Hildebrandt           | USA Sarah Hildebrandt           | 12                  |  |  |  |  |

## Classificação final
| Pos.              | Lutadora                        |
| ----------------- | ------------------------------- |
| Medalha de ouro   | JPN Yui Susaki                  |
| Medalha de prata  | CHN Sun Yanan                   |
| Medalha de bronze | AZE Mariya Stadnik              |
| Medalha de bronze | USA Sarah Hildebrandt           |
| 5                 | UKR Oksana Livach               |
| 5                 | MGL Tsogt-Ochiryn Namuuntsetseg |
| 7                 | BUL Miglena Selishka            |
| 8                 | ECU Lucía Yépez                 |
| 9                 | TUN Sarra Hamdi                 |
| 10                | ROC Stalvira Orshush            |
| 11                | KAZ Valentina Islamova          |
| 12                | CUB Yusneylys Guzmán            |
| 13                | IND Seema Bisla                 |
| 14                | ROU Alina Vuc                   |
| 15                | NGR Adijat Idris                |
| 16                | TUR Evin Demirhan               |